# Mayka Braña
Mayka Braña, née le 28 janvier 1968 à Marín, est une actrice espagnole.

## Filmographie

### Cinéma
- 2002 : Trece badaladas (gl), de Xavier Villaverde (es)
- 2005 : Heroína, de Gerardo Herrero : réceptionniste
- 2012 : Vilamor (gl), d'Ignacio Vilar (es) : Amalia
- 2021 : El cuarto de Mona, de Darío Autrán (es) : mère de Mona
- 2023 : La sirvienta, de Pablo Moreno

### Télévision
- 2005-2013 : Libro de familia (es), série télévisée (TVG) : Sara Cebrián
- 2014-2018 : Pazo de familia (gl), série télévisée (TVG) : Sara Cebrián